# العلاقات الإكوادورية الفيتنامية
العلاقات الإكوادورية الفيتنامية هي العلاقات الثنائية التي تجمع بين الإكوادور وفيتنام.

## مقارنة بين البلدين
هذه مقارنة عامة ومرجعية للدولتين:
| وجه المقارنة                                              | الإكوادور                      | فيتنام           |
| --------------------------------------------------------- | ------------------------------ | ---------------- |
| المساحة (كم2)                                             | 283.56 ألف                     | 331.69 ألف       |
| عدد السكان (نسمة)                                         | 16.62 مليون                    | 94.66 مليون      |
| الكثافة السكانية (ن./كم²)                                 | 58.61                          | 285.39           |
| العاصمة                                                   | كيتو                           | هانوي            |
| اللغة الرسمية                                             | اللغة الإسبانية، كيشوا ‏، شوار ‏ | اللغة الفيتنامية |
| العملة                                                    | دولار أمريكي، سوكري إكوادوري   | دونغ فيتنامي     |
| الناتج المحلي الإجمالي (بليون دولار)                      | 103.06 مليار                   | 234.19 مليار     |
| الناتج المحلي الإجمالي (تعادل القوة الشرائية) بليون دولار | 185.24 مليار                   | 553.42 مليار     |
| الناتج المحلي الإجمالي الاسمي للفرد دولار أمريكي          | 6.21 ألف                       | 2.48 ألف         |
| الناتج المحلي الإجمالي للفرد دولار أمريكي                 | 11.37 ألف                      | 5.63 ألف         |
| مؤشر التنمية البشرية                                      | 0.746                          | 0.666            |
| رمز المكالمات الدولي                                      | +593                           | +84              |
| رمز الإنترنت                                              | .ec                            | .vn              |
| المنطقة الزمنية                                           | 00                             | ت ع م+07:00      |

## منظمات دولية مشتركة
يشترك البلدان في عضوية مجموعة من المنظمات الدولية، منها:
| علم المنظمة | اسم المنظمة                        | تاريخ انضمام الإكوادور | تاريخ انضمام فيتنام |
| ----------- | ---------------------------------- | ---------------------- | ------------------- |
|             | مؤسسة التنمية الدولية              | 7 نوفمبر 1961          | 24 سبتمبر 1960      |
|             | يونسكو                             | 22 يناير 1947          | 6 يوليو 1951        |
|             | وكالة ضمان الاستثمار متعدد الأطراف | 12 أبريل 1988          | 5 أكتوبر 1994       |
|             | الأمم المتحدة                      | 21 ديسمبر 1945         | 20 سبتمبر 1977      |
|             | الفريق المعني برصد الأرض           | ?                      | ?                   |
|             | الاتحاد البريدي العالمي            | ?                      | ?                   |
|             | البنك الدولي للإنشاء والتعمير      | 28 ديسمبر 1945         | 21 سبتمبر 1956      |
|             | المنظمة الهيدروغرافية الدولية      | ?                      | ?                   |
|             | الاتحاد الدولي للاتصالات           | 17 أبريل 1920          | 24 سبتمبر 1951      |
|             | منظمة حظر الأسلحة الكيميائية       | ?                      | ?                   |
|             | مؤسسة التمويل الدولية              | 20 يوليو 1956          | 4 أغسطس 1967        |
|             | منظمة التجارة العالمية             | ?                      | 11 يناير 2007       |
|             | منظمة الشرطة الجنائية الدولية      | ?                      | ?                   |

## وصلات خارجية
- موقع وزارة الخارجية الإكوادورية
- موقع وزارة الخارجية الفيتنامية